# Simpatectomia toracica endoscopica
La simpatectomia o simpaticectomia toracica endoscopica (Endoscopic thoracic sympathectomy ETS) è una procedura chirurgica con la quale alcune porzioni del tronco nervoso simpatico vengono recise, clampate o distrutte. L'ETS è usata per trattare l'iperidrosi, il rossore facciale, la sindrome di Raynaud e la distrofia simpatica riflessa. Il più comune disturbo trattato è di gran lunga l'iperidrosi palmare, ossia l'eccessiva sudorazione a livello delle mani.
La simpatectomia consiste nell'interruzione delle vie simpatiche afferenti a un determinato distretto, costituite da lunghe catene di gangli situati bilateralmente lungo la colonna vertebrale e responsabili di vari aspetti importanti del sistema nervoso periferico (SNP). In generale ogni tronco nervoso è diviso in tre regioni:
- Cervicale (collo);

- Toracico (petto);

- Lombare (parte inferiore del busto).

La parte più comunemente coinvolta nell'ETS è la zona toracica superiore, quella parte della catena simpatica situata tra la prima e la quinta vertebra toracica.

## Storia
La simpatectomia si è sviluppata a metà del XIX secolo, quando si scoprì che il sistema nervoso simpatico innerva quasi ogni sistema organico, ghiandolare e muscolare del corpo. Fu ipotizzato che questi nervi giocassero un ruolo importante nella regolazione di molte funzioni corporee in risposta a cambiamenti nell'ambiente, come ad esempio durante l'esercizio fisico o provando determinate emozioni.
La prima simpatectomia fu effettuata da Alexander nel 1889. Visto il ben noto apporto del sistema nervoso simpatico a molte funzioni corporee, l'operazione veniva effettuata nel tentativo di curare molti disturbi, tra cui gozzo, epilessia, glaucoma, angina pectoris e anche patologie psichiatriche. La simpatectomia toracica è stata suggerita per l'iperidrosi dal 1920, quando Kotzareff mostrò che avrebbe causato anidrosi (completa impossibilità di sudare) dalla linea dei capezzoli in su.
In quegli anni, raggiungere il tessuto nervoso a livello della cavità toracica attraverso le convenzionali tecniche chirurgiche era difficile, doloroso e spesso accompagnato da numerose complicanze post-operatore. Nel 1908 venne sviluppato un approccio posteriore ma che richiedeva la recisione ("sawing off") delle costole. Nel 1935 si sviluppò un approccio sovraclaveare (o sopraclavicolare) che era meno doloroso di quello posteriore ma più incline al danneggiamento di nervi e vasi sanguigni importanti.
A causa di queste difficoltà la convenzionale simpatectomia "a torace aperto" fu accantonata intorno alla seconda metà del precedente secolo e di rado utilizzata ancora per l'iperidrosi, la sindrome di Raynaud e vari disturbi psichiatrici.
Ad aprire la strada alla versione endoscopica della simpatectomia toracica furono Goren Claes e Christer Drott, sul finire degli anni ottanta in Svezia. Lo sviluppo delle tecniche chirurgiche endoscopiche "microinvasive" ha diminuito i tempi di ricovero dopo l'operazione e aumentato la sua popolarità. Oggi la simpatectomia è praticata in molti paesi in tutto il mondo e se eseguita da chirurghi esperienti, è un intervento eseguibile in pochi minuti con risultati completi e definitivi.
Anche la simpatectomia lombare fu sviluppata e utilizzata nel trattamento della sudorazione eccessiva dei piedi e di altri disturbi. Negli anni passati la simpatectomia lombare veniva utilizzata per vari interventi tra cui l'ischemia agli arti inferiori, oggi sostituita da operazioni di rivascolarizzazione diretta o procedure di rivascolarizzazione endovascolare, come l'angioplastica con lo "stenting" delle arterie occluse.
In alcuni centri, viene ancora proposta come trattamento dell'iperidrosi plantare o per i pazienti che, a seguito della simpatectomia toracica, presentano come effetto collaterale una massiva sudorazione compensatoria a livello della regione inferiore del corpo.

## Indicazioni
La simpatectomia toracica endoscopica viene comunemente usata per il trattamento delle forme di iperidrosi della parte superiore del corpo (mani, ascelle e volto), per il fenomeno di Raynaud, l'eritrofobia o eccessivo arrossamento del volto, il morbo di Buerger e altre disfunzioni del sistema nervoso autonomo.
Vi sono studi che suggeriscono che tale tecnica possa essere utilizzata anche per ottenere una rivascolarizzazione cerebrale nei pazienti con malattia di Moyamoya  per il trattamento di alcune forme di cefalea, per la sindrome del QT lungo, per alcune vasculopatie degli arti inferiori e altre patologie.

## Procedura
L'ETS comporta la sezione o il clampaggio del principale tronco simpatico della regione toracica superiore del sistema nervoso simpatico (SNS), interrompendo così i messaggi neurali che normalmente raggiungerebbero molti organi, ghiandole e muscoli diversi. È attraverso questi nervi del SNA che il cervello, per mantenere l'omeostasi corporea, è in grado di apportare aggiustamenti al corpo in risposta a mutamenti di condizioni ambientali e stati emotivi. Questa funzione regolatoria, a livello delle sedi in cui si va ad agire, viene modulata tramite la simpatectomia andando a bloccare l'ipertono simpatico responsabile dell'eccessiva sudorazione o dell'eccessivo arrossamento.
Se attuata endoscopicamente (come è di consuetudine negli ultimi decenni), il chirurgo penetra nella cavità toracica, effettuando piccole incisioni tra le costole approssimativamente del diametro di una cannuccia. Questo permette al chirurgo di inserire la videocamera (endoscopio) in un foro e vari strumenti chirurgici negli altri. L'operazione viene compiuta sezionando o clampando il nervo simpatico che decorre ai lati della colonna vertebrale. Il metodo del "clamping" prevede l'impiego di clip in titanio applicate attorno al nervo, e fu sviluppato nel tentativo di rendere l'intervento reversibile. Secondo recenti dati in letteratura, il clampaggio del nervo simpatico a differenza della sezione risulterebbe migliore in quanto riduce l'intensità di alcuni effetti collaterali che potrebbero presentarsi a seguito dell'intervento, uno dei più comuni la sudorazione compensatoria.
La simpatectomia funziona riducendo e modulando l'azione del sistema nervoso simpatico che in questi pazienti con eccessiva sudorazione, eritrofobia o sindrome di Raynaud risulta inadeguatamente iperattivato.
Tra i medici che non praticano l'ETS, molti hanno trovato questa pratica discutibile, in quanto, secondo questi, si agisce a livello di una componente che non presenterebbe alterazioni anatomiche. In realtà è stato dimostrato con studi al microscopio che il nervo simpatico di questi pazienti presenta un calibro maggiore e un'ipermielinizzazione. L'ipermielinizzazione consiste in un'eccessiva presenza di guaina che riveste il nervo e ne permette l'isolamento dai liquidi tissutali circostanti; e con ogni probabilità questa è la causa dell'aumento della trasmissione nervosa responsabile dei segnali anomali alle estremità.
Come tutti gli interventi chirurgici, è impossibile prevedere con esattezza l'esito dell'intervento a causa delle considerevoli differenze anatomiche delle funzioni nervose tra un paziente e l'altro, e anche a causa della variabilità nella tecnica chirurgica utilizzata. Nonostante l'intervento di simpatectomia sia oggetto di giudizi approssimativi e discordanti, il riscontro scientifico dimostra che è tra le procedure chirurgiche con i più alti tassi di successo in assoluto. Grazie alle nuove tecnologie e all'affinamento della tecnica chirurgica negli USA e in Europa, i pazienti riferiscono un elevato grado di soddisfazione, in percentuali che tendono al 95%.
In alcuni centri, viene praticata anche la simpatectomia lombare per via endoscopica per trattare l'iperidrosi plantare ottenendo ottimi risultati. Si tratta di un intervento poco invasivo che tramite l'ausilio di 2 o 3 trocar permette di raggiungere la catena simpatica a livello lombare e di sezionare o clampare, così come avviene a livello toracico, il nervo a livello di L3-L4 riducendo in modo significativo l'impulso ai vasi sanguigni e alle ghiandole sudoripare localizzate a livello dei piedi.

## Rischi generali
Nessun tipo di intervento è esente da rischio, e l'ETS possiede sia i normali rischi chirurgici, come il sanguinamento e le infezioni post-operatorie, sia alcuni rischi specifici sebbene nettamente ridotti a seguito dell'introduzione di nuove tecniche endoscopiche. La mortalità intra-operatoria è quasi nulla ed è legata più ai rischi di anestesia generale che alla procedura in sé, generalmente riscontrata in centri chirurgici minori. Il rischio di sanguinamento significativo durante e dopo l'intervento è molto limitato e per lo più associato a errori durante l'intervento quali la perforazione di un vaso di grosso calibro. Questo rischio aumenta nell'intervento lombare piuttosto che in quello toracico. Un'altra complicanza dell'ETS è lo pneumotorace che si verifica in circa il 2% dei pazienti e se strettamente monitorato in ambiente ospedaliero, si risolve in pochi giorni.
L'effetto collaterale postoperatorio più discusso è la cosiddetta sudorazione compensatoria. Per sudorazione compensatoria si intende la comparsa di nuove aree di sudorazione eccessiva, generalmente al tronco: soprattutto schiena, addome e parti intime. In realtà, questo fenomeno è semplicemente dovuto alla necessità naturale e fisiologica di "compensare" gli sbalzi termici. La sudorazione infatti, è il meccanismo più efficace e rapido per la termoregolazione. A questo scopo concorre la cute di tutto il corpo. Pertanto, negli operati di simpatectomia, la forte riduzione della sudorazione nella parte superiore del corpo (al di sopra dei capezzoli) induce un aumento della sudorazione compensatoria a livello del tronco. Le percentuali di pazienti con grave sudorazione compensatoria variano ampiamente da studio a studio, in un "range" che va dall'1,2% al 30,9% dei pazienti. Tra questi pazienti, in realtà, solo una piccola parte ha ritenuto la sudorazione compensatoria invalidante più del motivo per il quale si sono operati.
Un tempo si pensava che un'altra conseguenza dell'intervento fosse il "corposcindosis" (letteralmente "sindrome del corpo diviso"), nella quale il paziente sentiva di vivere in due corpi separati, poiché l'attività del nervo simpatico era divisa in due regioni distinte, una inattiva e l'altra iperattiva. In realtà a oggi si pensa che questa sindrome sia legata prevalentemente a cause pre-esistenti del sistema nervoso centrale che poco hanno a che vedere con denervazioni a livello periferico e praticamente quasi mai viste nella pratica clinica.
In aggiunta, sono stati riportati dai pazienti alcuni rari effetti collaterali:
- Dolore muscolare;

- Sindrome di Horner;

- Nevralgia;

- Parestesie;

- Attacchi di sindrome di Raynaud dovute al clima freddo;

- Sudorazione riflessa, detta anche sudorazione compensatoria (vedi sopra);

- Eczema e altri disturbi della pelle dovuti all'eccessiva secchezza;

- Sudorazione gustatoria (o sindrome di Frey).

L'improvvisa diffusione a partire dagli anni 1990 dell'intervento ha portato una serie di controversie e discussioni che sono risultate in:
-       confuse informazioni su internet;
-       parziali o temporanei limiti della pratica chirurgica in alcuni paesi (esempio in Svezia dove però è stata recentemente reintrodotta).
Però un effetto positivo è stato sicuramente lo stimolo a un'intensa ricerca scientifica che ha portato a limitare quanto più possibile la distruzione del nervo, aumentando il riscontro di benefici rispetto a eventuali effetti collaterali.
In Italia, il Ministero della Salute contempla gli interventi sul nervo simpatico nell'elenco delle procedure chirurgiche dispensate gratuitamente dal Sistema Sanitario Nazionale, ragion per cui nei maggiori centri di eccellenza di chirurgia la richiesta dell'intervento da parte dei pazienti sta progressivamente aumentando.